# Оакс Фіглі
Оакс Феглі (англ. Oakes Fegley; нар. 11 листопада 2004, Аллентаун, Пенсільванія, США) — американський актор театру, кіно і телебачення.

## Біографія
Його батьки — актор Майкл Феглі і Мерседес тонн Феглі. Оукс є племінником Джеффа Феглі, співвласника «Fegley's Brew Works», невеликої фірми, зайнятої в ресторанному бізнесі. Оукс і його сестра серпня з дитинства виступають на сцені. У своєму рідному місті Аллентаун в штаті Пенсільванія почав ще дитиною грати в театрі. Його перша роль — Тім в спектаклі «Різдвяна пісня в прозі: святковий розповідь з привидами» Чарльза Діккенса. Також зіграв у мюзиклі «Really Rosie» по книзі Моріса Сендака на сцені The Bucks County Playhouse і у виставі Two River Theater «Бути приреченим» (англ. «On Borrowed Time») по книзі Пола Осборна (в постановці Джоела Грея). Його ролі доброзичливо сприйняла пресою
Вперше знявся в кіно в короткометражному фільмі «Скло» в 2011 році. Зіграв роль в серіалі «У поле зору» — детективної драми виробництва Bad Robot Productions, яка транслювалася на каналі CBS. Прем'єра відбулася в 2011 році. П'ятий сезон, який стартував в 2016 році, буде останнім. Роль Оакс — Габріель Гейвард, хлопчик, який виступає як «аналоговий інтерфейс» «Самарянина», генетично запрограмованого комп'ютера уряду.
Актор зіграв в одній з головних ролей повнометражного фільму «Форт Блісс» режисера Клаудії Маєрс у 2014 році. Його партнерами стали Мішель Монаган і Рон Лівінгстон. Грає роль дитини, який виріс без матері, довгий час служила військовим медиком в Афганістані; він відмовляється її визнавати, сприймаючи подругу батька як свою матір. У телесеріалі «Підпільна імперія» виконав роль молодого Еліаса Томпсона.
Оакс був відібраний на головну роль у фільмі «Піт і його дракон» з декількох тисяч претендентів. Був затверджений на роль Піта тільки після особистої зустрічі з режисером. Фільм був знятий в Новій Зеландії. Оукс відправився туди в січні 2015 року та провів там чотири місяці. До початку зйомок Оукс пройшов двотижневі курси зі скелелазіння. Після виходу на екрани фільму хлопчик дав понад 75 великих інтерв'ю. Фільм є вільним рімейком картини «Дракон Піта» 1977 року, знятої за оповіданням С. С. Філда і Сетона Міллера. Хлопчик виріс в лісі, і його другом став дракон, що вміє ставати невидимим. Обставини зіштовхують головного героя з цивілізованим світом, якого він раніше уникав. Серед партнерів Феглі — Уна Лоуренс і Роберт Редфорд.
Хлопчик називав однією з найскладніших проблем в зйомках те, що грати доводилося, не бачачи дракона. Він зображував в студії на зеленому екрані звичайний жердину з тенісним м'ячем на кінці. В інтерв'ю він зізнавався, що в сцені прощання з «драконом», де потрібно було плакати, він зривав зйомки, заливаючись сміхом, бачачи, що наближається до нього тенісний м'яч. Довгий час режисер наполягав, щоб актор відростив для зйомок довге волосся сам, але результат його не задовольнив, і Оакс був зроблений парик, але влаштований він був так, що носити його доводилося постійно, не знімаючи навіть під час сну. Значний час йому довелося провести підвішеним на канатах, в оточенні потужних вентиляторів, що створювали ілюзію польоту на великій швидкості. Феглі зізнавався, що так і не подивився оригінальний фільм 1977 року «Дракон Піта».
У 2017 році знявся в одній з головних ролей у фільмі Тодда Гейнса «Світ, повний чудес» за що сполучає графіку і літературний текст книзі Брайана Селзника (Автора роману «Хранитель часу», екранізація якого принесла Мартіну Скорсезе 5 премій Оскар). У ньому переплітаються дві історії. Дівчинка збирає вирізки і фотографії загадкової актриси німого кіно. Хлопчик шукає свого батька. Між цими двома історіями лежить половина століття, але вони з'єднуються в один сюжет.
У 2019 року в світ вийшла однойменна екранізація роману «Щиголь» американської письменниці Донни Тартт, знята режисером Джоном Кровлі. Оакс виконав роль Тео Декера в юності, а доросле версію персонажа зіграв Ансель Елгорт.
У 2020 році на екрани вийшов фільм «Війна з дідусем», в якому Феглі став партнером Роберта де Ніро і Уми Турман.

## Особистість
Юний актор в інтерв'ю заявляв, що вважає сім'ю важливою соціальною цінністю. Оакс стверджує, що ніколи не відчував страху перед виступом на театральній сцені, репетирує перед спектаклем разом з мамою . Він шкодує, що зйомки змушують пропускати заняття в школі. Хлопчика супроводжує під час зйомок репетитор, що дозволяє не відставати від однолітків у навчанні . Мріє зіграти в мюзиклах «Олівер» і «Матильда». Згідно з його власними заявами, Оакс Феглі не збирається пов'язувати своє майбутнє з акторською професією. Він хотів би стати інженером-електриком або архітектором.
Улюблені фільми Феглі — «Книга джунглів» і «Король Лев» виробництва «The Walt Disney Company».